# Via Júlia
Via Júlia – stacja metra w Barcelonie, na linii 4. Stacja została otwarta w 1982.